# Playa Papúa
Der Playa Papúa ist ein Strand im Norden der Livingston-Insel im Archipel der Südlichen Shetlandinseln. Im Norden des Kap Shirreff liegt er unmittelbar nordnordöstlich des Playa Antártico.
Wissenschaftler der 45. Chilenischen Antarktisexpedition (1990–1991) benannten ihn nach der hier befindlichen Kolonie von Eselspinguinen (Pygoscelis papua).